# 2049
سنة 2049 هي سنة بسيطة تبدأ يوم الجمعة حسب التقويم الغريغوري